# العلاقات الأمريكية البلغارية
العلاقات الأمريكية البلغارية هي العلاقات الثنائية التي تجمع بين الولايات المتحدة وبلغاريا.

## مقارنة بين البلدين
هذه مقارنة عامة ومرجعية للدولتين:
| وجه المقارنة                                              | الولايات المتحدة                                                                                                  | بلغاريا                                                                             |
| --------------------------------------------------------- | --- | ----------------------------------------------------------------------------------- |
| المساحة (كم2)                                             | 9.83 مليون | 110.99 ألف                                                                          |
| عدد السكان (نسمة)                                         | 311.58 مليون | 7.08 مليون                                                                          |
| الكثافة السكانية (ن./كم²)                                 | 31.7 | 63.79                                                                               |
| العاصمة                                                   | واشنطن العاصمة | صوفيا                                                                               |
| اللغة الرسمية                                             | لغة إنجليزية | اللغة البلغارية                                                                     |
| العملة                                                    | دولار أمريكي | ليف بلغاري                                                                          |
| الناتج المحلي الإجمالي (بليون دولار)                      | 19.39 تريليون | 56.83 مليار                                                                         |
| الناتج المحلي الإجمالي (تعادل القوة الشرائية) بليون دولار | 18.04 تريليون | 130.99 مليار                                                                        |
| الناتج المحلي الإجمالي الاسمي للفرد دولار أمريكي          | 56.12 ألف | 8.03 ألف                                                                            |
| الناتج المحلي الإجمالي للفرد دولار أمريكي                 | 54.63 ألف | 17.21 ألف                                                                           |
| مؤشر التنمية البشرية                                      | 0.920 | 0.782                                                                               |
| رمز المكالمات الدولي                                      | +1 | +359                                                                                |
| رمز الإنترنت                                              | .us، حكومة، .mil، Edu.                                                                                            | .bg، .бг ‏                                                                           |
| المنطقة الزمنية                                           | توقيت ساموا الأمريكية، توقيت أطلنطي موحد، منطقة زمنية وسطى، توقيت ألاسكا ‏، المنطقة الزمنية الجبلية، توقيت تشامرو ‏ | ت ع م+02:00، ت ع م+03:00، أوروبا/صوفيا ‏، توقيت شرق أوروبا، توقيت شرق أوروبا الصيفي ‏ |

## مدن متوأمة
في ما يلي قائمة باتفاقيات التوأمة بين مدن أمريكية وبلغارية:
- ترتبط ويست بيند مع بازارجيك باتفاقية توأمة.
- ترتبط بلدة أبينغتون [الإنجليزية]‏ مع هاسكوفو باتفاقية توأمة.
- ترتبط غولدن مع Veliko Tarnovo Municipality [الإنجليزية]‏ باتفاقية توأمة منذ 17 نوفمبر 2000.
- ترتبط سان فرانسيسكو مع بورغاس باتفاقية توأمة منذ 1970.
- ترتبط بيتسبرغ مع صوفيا باتفاقية توأمة.
- ترتبط ميامي مع فارنا باتفاقية توأمة منذ 1 نوفمبر 1990.
- ترتبط كومبتون مع تارغوفيشته باتفاقية توأمة.
- ترتبط ممفيس مع فارنا باتفاقية توأمة.
- ترتبط كولومبيا مع بلوفديف باتفاقية توأمة منذ 1995.[19][19]
- ترتبط واترلو مع تارغوفيشته باتفاقية توأمة.
- ترتبط لاس فيغاس مع برنيك باتفاقية توأمة.

## منظمات دولية مشتركة
يشترك البلدان في عضوية مجموعة من المنظمات الدولية، منها:
| علم المنظمة | اسم المنظمة                               | تاريخ انضمام الولايات المتحدة | تاريخ انضمام بلغاريا |
| ----------- | ----------------------------------------- | ----------------------------- | -------------------- |
|             | وكالة ضمان الاستثمار متعدد الأطراف        | 12 أبريل 1988                 | 23 سبتمبر 1992       |
|             | الاتحاد الدولي للاتصالات                  | 1 يوليو 1908                  | 18 سبتمبر 1880       |
|             | يونسكو                                    | 4 نوفمبر 1946                 | 17 مايو 1956         |
|             | الأمم المتحدة                             | 24 أكتوبر 1945                | 14 ديسمبر 1955       |
|             | مؤسسة التمويل الدولية                     | 20 يوليو 1956                 | 22 يوليو 1991        |
|             | منظمة الشرطة الجنائية الدولية             | ?                             | ?                    |
|             | مركز تنسيق الحركة في أوروبا ‏              | ?                             | ?                    |
|             | الاتحاد البريدي العالمي                   | ?                             | ?                    |
|             | منظمة حظر الأسلحة الكيميائية              | ?                             | ?                    |
|             | Strategic Airlift Capability ‏             | ?                             | ?                    |
|             | اتفاقية السماوات المفتوحة                 | ?                             | ?                    |
|             | منظمة التجارة العالمية                    | ?                             | 1 ديسمبر 1996        |
|             | منظمة الأمن والتعاون في أوروبا            | 25 يونيو 1973                 | 25 يونيو 1973        |
|             | نظام تحكم تكنولوجيا القذائف               | 1987                          | 2004                 |
|             | مجموعة الموردين النوويين                  | ?                             | ?                    |
|             | المركز الدولي لتسوية المنازعات الاستشارية | 14 أكتوبر 1966                | 13 مايو 2001         |
|             | البنك الدولي للإنشاء والتعمير             | 27 ديسمبر 1945                | 25 سبتمبر 1990       |
|             | حلف شمال الأطلسي                          | 4 أبريل 1949                  | 29 مارس 2004         |
|             | الفريق المعني برصد الأرض                  | ?                             | ?                    |
|             | مجموعة أستراليا                           | 1985                          | 2001                 |

## أعلام
هذه قائمة لبعض الشخصيات التي تربطها علاقات بالبلدين:
- إبراهيم جابر (لاعب كرة سلة أمريكي، 3 فبراير 1984 – )
- إي جاي رولاند (لاعب كرة سلة أمريكي، 18 مايو 1983 – )
- إيرل كالواي (لاعب كرة سلة بلغاري، 30 سبتمبر 1983 – )
- بريست لودرديل (لاعب كرة سلة أمريكي، 31 أغسطس 1973 – )
- بيت جورج (ربّاع من الولايات المتحدة الأمريكية، 29 يونيو 1929 – )
- جاريد هومان (لاعب كرة سلة أمريكي، 6 مارس 1983 – )
- جون أتاناسوف (4 أكتوبر 1903[32] – 15 يونيو 1995[32])
- دي بوست (لاعب كرة سلة أمريكي، 12 أكتوبر 1989[33] – )
- رودريك بلاكني (لاعب كرة سلة أمريكي، 6 أغسطس 1976 – )
- ريتا ويلسون (26 أكتوبر 1956[34][35] – )
- سيدريك سيمونز (3 يناير 1986 – )
- كريستيان ألكسندر (14 أبريل 1990 – )
- كيدرن كلارك (لاعب كرة سلة أمريكي، 8 أكتوبر 1984 – )
- لون ولف (مستوطنة بشرية)
- مايكل فارتان (27 نوفمبر 1968[36] – )

## وصلات خارجية
- موقع وزارة الخارجية الأمريكية
- موقع وزارة الخارجية البلغارية